# هاوال اچ۵
خودروی هاوال اچ۵ و با نام‌های دیگر گریت وال هاوال اچ۵ و هوور اچ۵ یک اس‌یووی کامپکت است که از ژوئن ۲۰۱۰ تا ۲۰۱۷ توسط تولیدکننده چینی گریت وال موتورز ساخته می‌شود

## امکانات رفاهی
این خودرو از موتور متیسوبیشی سیریوس (4G63) و متیسوبیشی سیریوس (4G69S4N) از حجم نوع موتور ۲ لیتری و ۲/۴ لیتری بنزینی ۸۰ کیلووات (۱۰۹ اسب بخار متری) و دیزلی GW2.5TCI استفاده می‌کند. در اکتبر ۲۰۱۰ موتور قدرتمندتر ۱۱۰ کیلووات (۱۵۰ اسب بخار متری) اما کوچکتر (۲ لیتری) دیزلی GW4D20 به ترکیب اضافه شد. هاوال H5 بسته به نوع مدل، دارای یک گیربکس پنج سرعته یا شش سرعته دستی است که از ترمز دیسکی استفاده می‌کند. این خودرو دارای سه تریم (استاندارد - پریمیوم - لوکس) است. تریم پریمیوم دارای پنجره‌های برقی، قفل درب برقی، روکش چرم صندلی ها، تنظیم برقی صندلی‌های راننده، سیستم صوتی ۶ اسپیکر، قابل پشتیبانی از DVD،مانیتور ۷ اینچی لمسی، درگاه CD,USB,AU, نویگیشن و دوربین عقب، این خودرو دارای گرمکن صندلی برای راننده و سرنشین جلو است. طراحی بیرونی این خودرو کاملاً شبیه ایسوزو اکسیوم می‌باشد.
نسخه اتوماتیک X200 ۲۰۱۳ در حالت چهارچرخ متحرک از برد کم و زیاد برخوردار نیست ولی نسخه دستی این کار را می‌کند.

## تغییرات

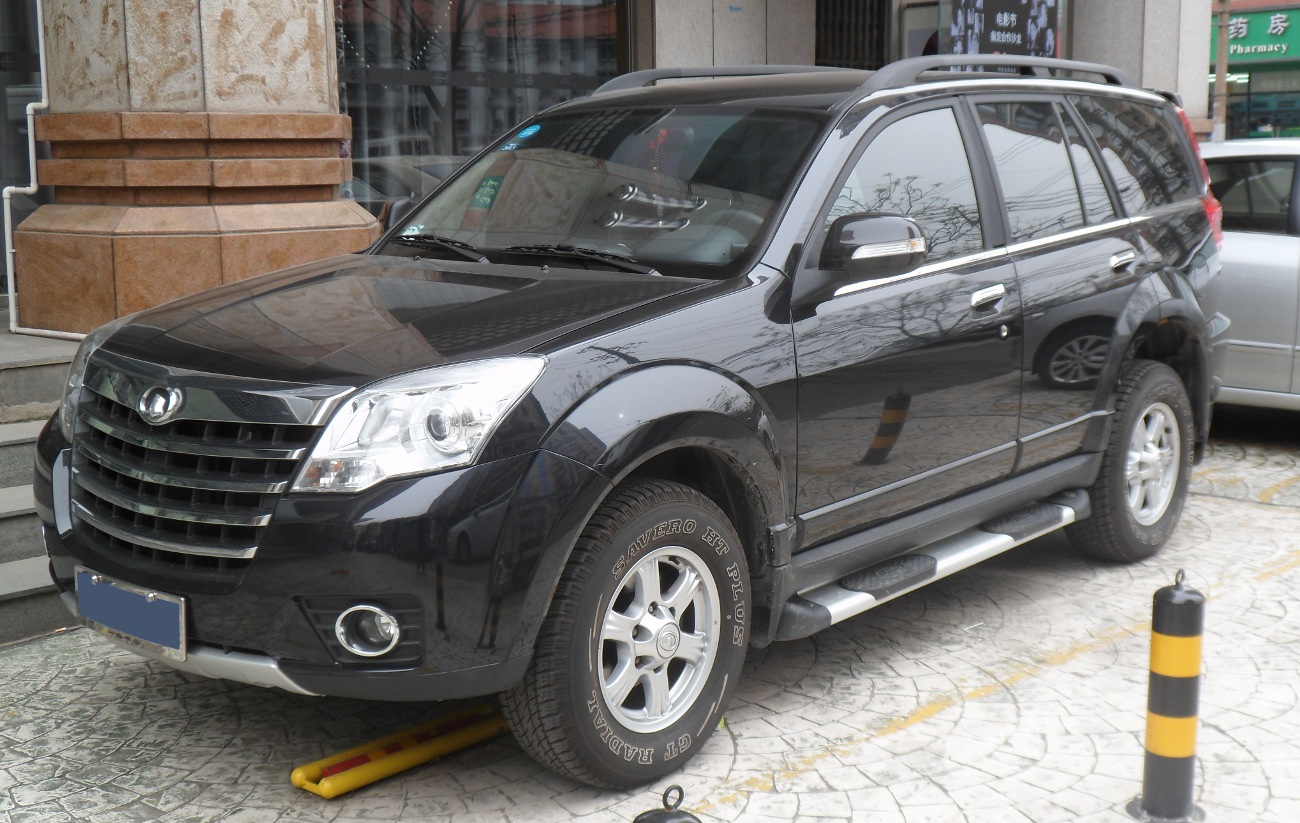
نسخه GKC گریت وال هاوال اچ۵

نسخه کمی متفاوت، با یک مشبک بزرگ معمولی و با نسخه GKC نیز تولید شد، اما فقط برای بازار چین.این نسخه در ژوئیه ۲۰۱۱ صورت گرفته و به عنوان Zhizun معروف بود.

## نگارخانه

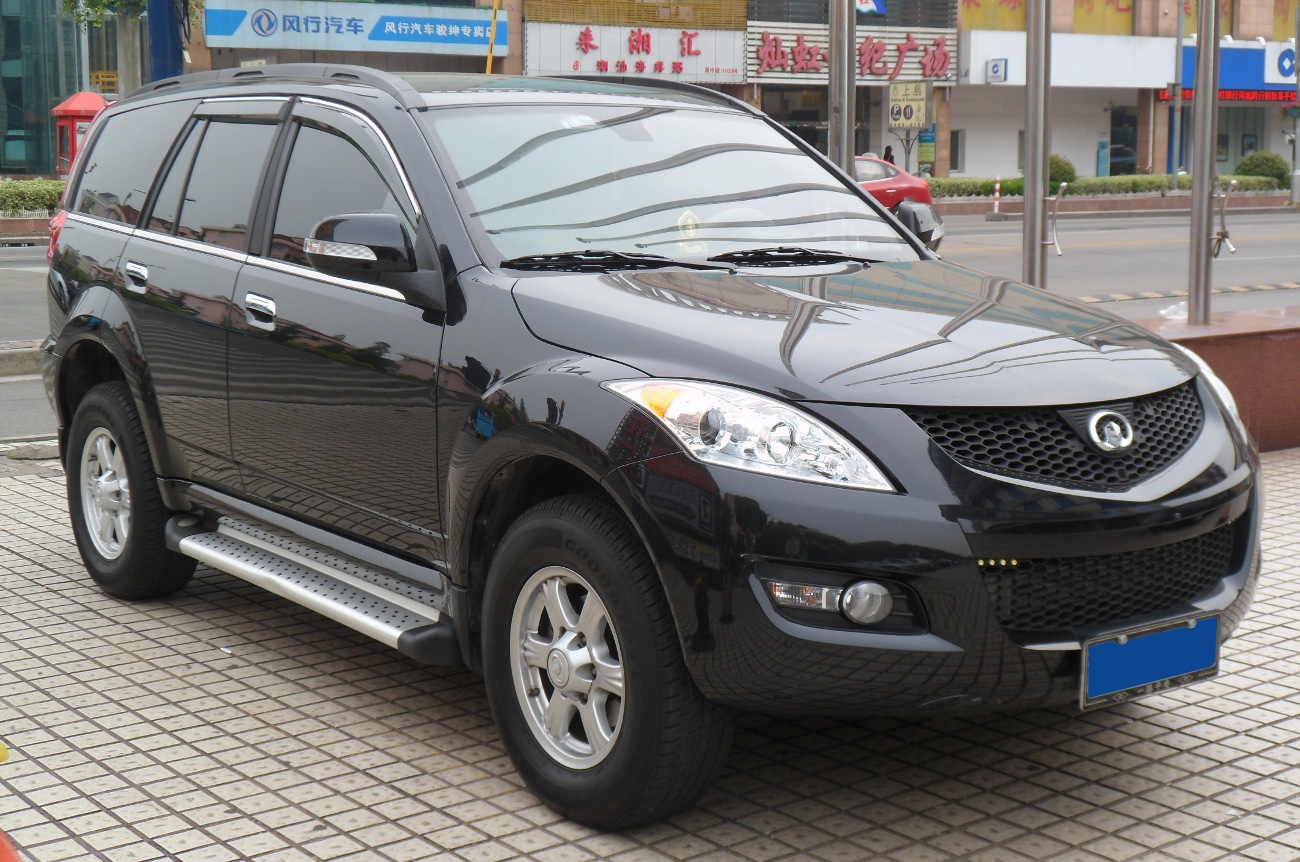
نمای جلوی نسخه قبل از فیس‌لیفت هاوال اچ۵.
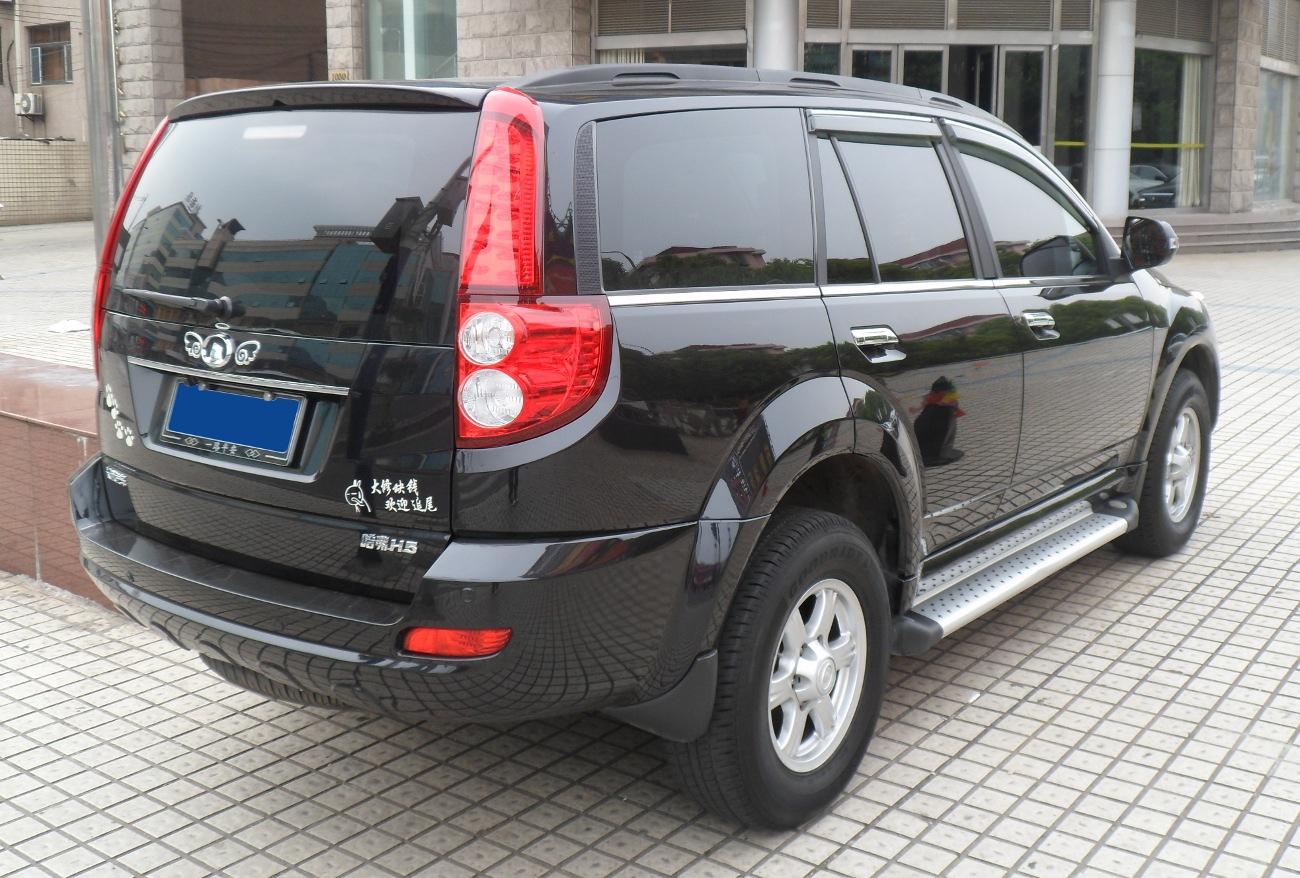
نمای عقب نسخه قبل از فیس‌لیفت هاوال اچ۵.
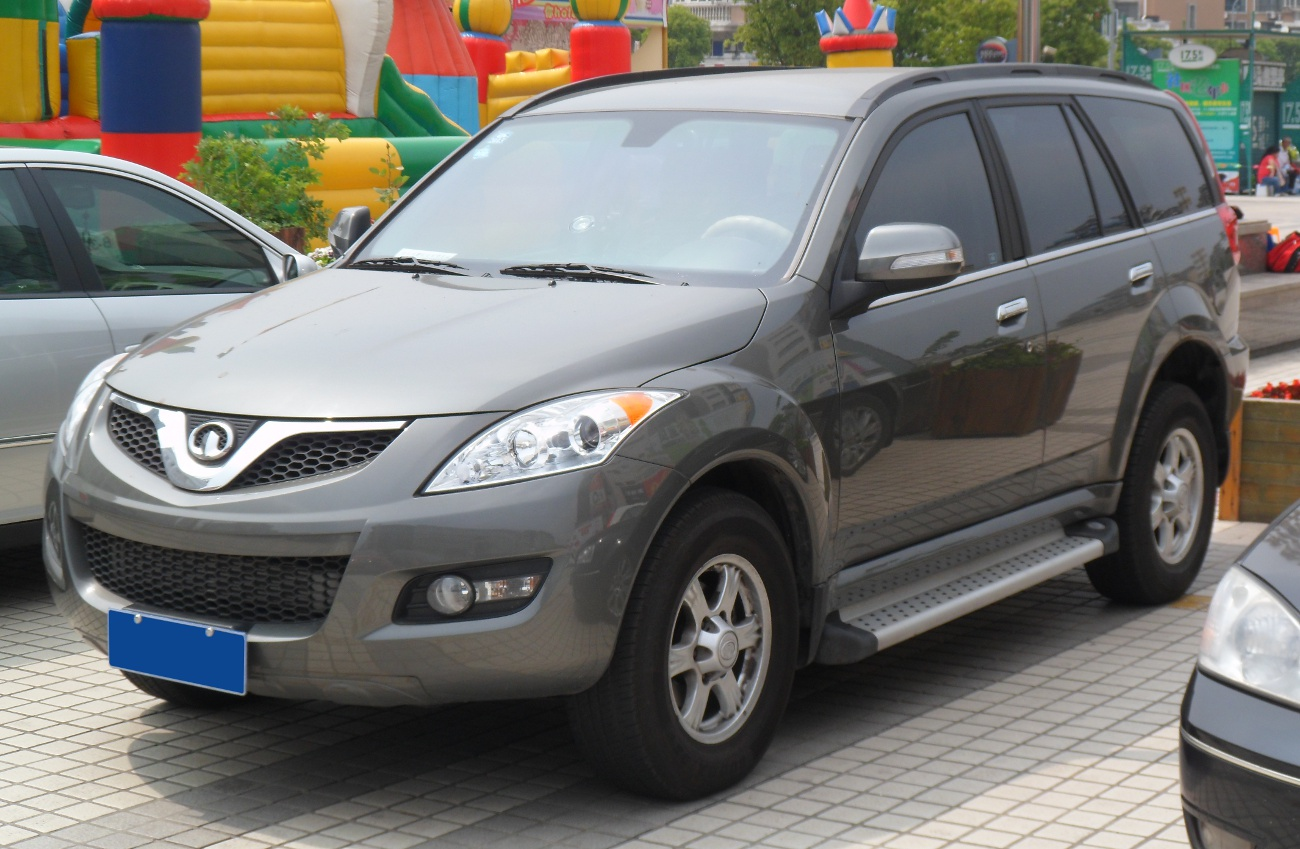
نمای جلوی نسخه فیس‌لیفت هاوال اچ۵.
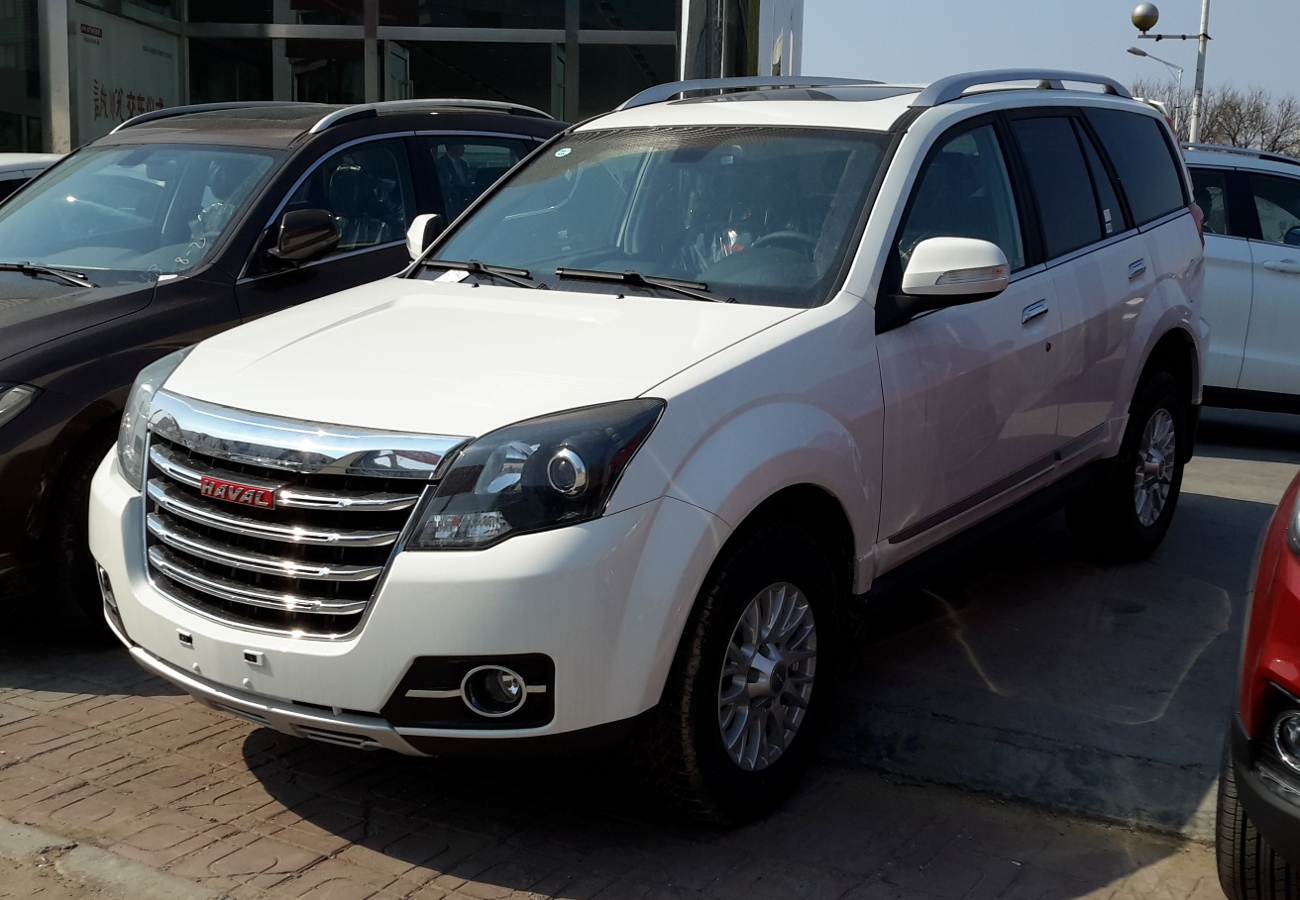
نمای جلوی نسخه بعد از فیس‌لیفت برچسب قرمز هاوال اچ۵.
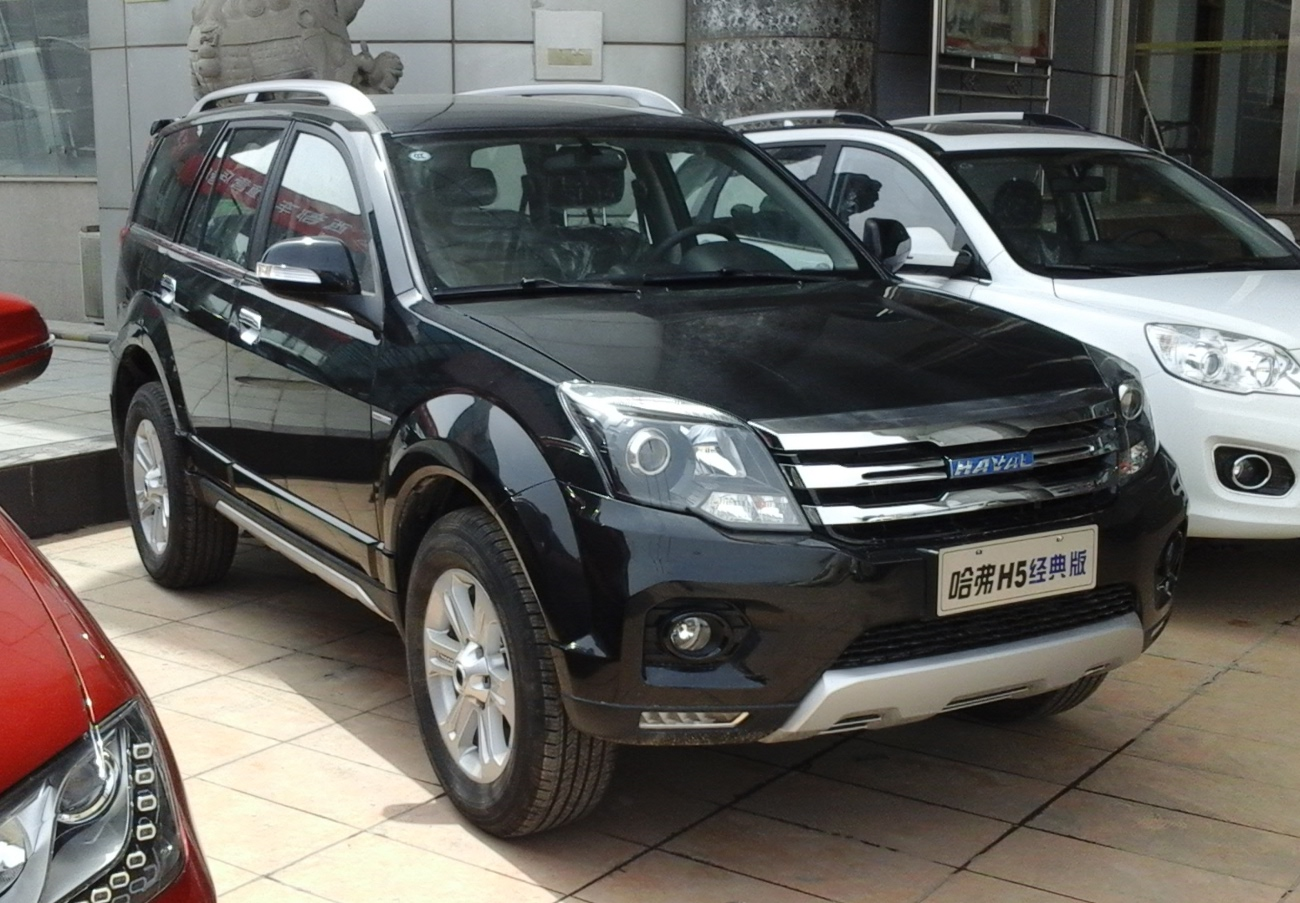
نمای جلوی نسخه بعد از فیس‌لیفت برچسب آبی هاوال اچ۵.